# Soleichthys maculosus
Soleichthys maculosus is een straalvinnige vissensoort uit de familie van de eigenlijke tongen (Soleidae). De wetenschappelijke naam van de soort is voor het eerst geldig gepubliceerd in 2004 door Muchhala & Munroe.